# М-250 (двигатель)
М-250 — мощный советский авиадвигатель, выполненный по схеме четырёхрядная шестиблочная 24-цилиндровая «звезда» водяного охлаждения.
Эскизный проект М-250 выполнили на кафедре конструкции авиадвигателей МАИ в июле 1939 г.
Технический проект разрабатывался в КБ-2 МАИ с сентября 1939 г. по март 1940 г. под руководством Г. С. Скубачевского и В. А. Добрынина.
Опытная партия из 5 двигателей была изготовлена на заводе № 16 (г. Воронеж). Стендовые испытания начаты 22 июня 1941 г. Доводка двигателя велась до сентября 1941 г. В 1943 г. планировалось начать серийное производство М-250 на заводе № 26 (г. Уфа).
Работы по двигателю М-250 были прекращены в 1946 г. Всего было выпущено 10 моторов М-250.